# Abolboda ebracteata
Abolboda ebracteata är en gräsväxtart som beskrevs av Bassett Maguire och Wurdock. Abolboda ebracteata ingår i släktet Abolboda och familjen Xyridaceae.

## Underarter
Arten delas in i följande underarter:
- A. e. brevifolia
- A. e. ebracteata